# Aiguille du Moine
Aiguille du Moine é um cume do Maciço do Monte Branco, em Ródano-Alpes, França. O cume é citado nos n,º 16 e 51 das 100 mais belas corridas de montanha.

## Características
- Via normal: sul
- Altitude: 3412 m
- Desnível: +725 m
- Dificuldade: 400 m
- Orientação principal: sul
- Cotação global: PD

## Esqui extremo
Em 17 de abril de 1987 Jean-Marc Boivin realizou a primeira descida esqui da face sudeste, e imediatamente a seguir atacou quatro descidas:
- Primeira descida da face sul de Les Drus

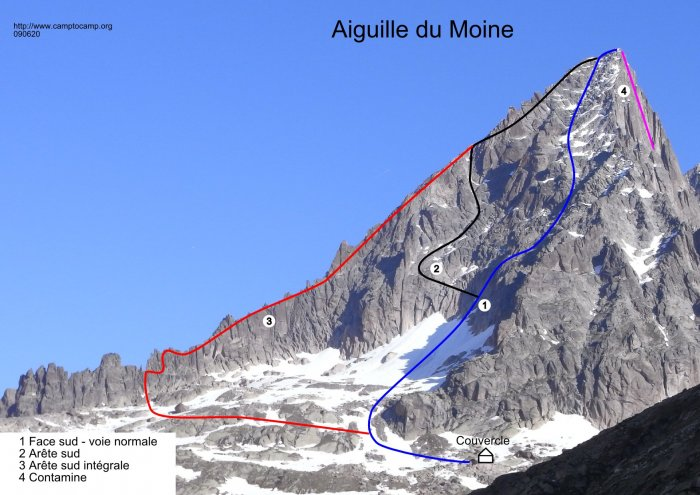
Informação dos itinerários

- Ponta Whymper da Aiguille Verte
- a face nordeste de Les Courtes
- e a descida das Grandes Jorasses